# Сахаров, Владимир Антонович
Владимир Антонович Сахаров (1851 — после 1918) — протоиерей, ректор Орловской духовной семинарии; духовный писатель.

## Биография
Родился в Псковской губернии в 1851 году. Образование получил в Псковской духовной семинарии и Казанской духовной академии (1877). В 1879 году защитил магистерскую диссертацию.
Преподавал в Тульской духовной семинарии и Тульском реальном училище, был инспектором в Тульском епархиальном женском училище и редактором Тульских епархиальных ведомостей. 
В марте 1891 года был назначен ректором Орловской духовной семинарии. В 1910—1917 годах был редактором Орловских епархиальных ведомостей. При нём, в 1894 году при библиотеке семинарии было создано древлехранилище.
Его сын, Евгений Владимирович — выпускник Санкт-Петербургского университета, с 1906 года преподавал в Орловской семинарии физику и математику. 
В 1918 году Орловская Духовная семинария была упразднена новой властью, прекратилось и издание епархиального журнала. С этого времени имя Владимир Антоновича Сахарова не встречается ни в печати, ни в архивных документах.

## Награды
- орден Св. Станислава 3-й ст.
- орден Св. Анны 3-й ст.
- орден Св. Владимира 4-й ст.
- орден Св. Анны 2-й ст.
- орден Св. Владимира 3-й ст.

## Публикации
- Эсхатологические сочинения и сказания в древне-русской письменности и влияние их на народные духовные стихи : Исслед. В. Сахарова. — Тула : тип. Н. И. Соколова, 1879. — 249 с.
- К вопросу о правильной постановке преподавания словесности в духовных семинариях. — [Санкт-Петербург] : тип. Елеонского и К°, ценз. 1886. — 18 с.
- Апокрифические и легендарные сказания о Пресв. Деве Марии и влияние их на духовные стихи (СПб., 1888)
- В церкви и школе свет для темного простолюдина. — Тула : ред. Тул. епарх. вед., 1889. — 16 с. — (Издания редакции Тульских епархиальных ведомостей; Кн. 3).
- Святый Иоанн Златоуст. — Санкт-Петербург : Постоянная комис. по устройству народных чтений, 1890 (тип. Катанского). — 31 с.
  - Святый Иоанн Златоуст. — 2-е изд. — Санкт-Петербург : Постоянная комис. по устройству народных чтений, 1895 (тип. Катанского). — 43 с.
- Пашковцы, их лжеучение и опровержение его. — Орел: типо-лит. В. П. Матвеева, 1897
- Духовенство и народное образование (Орёл, 1895).